# Cultura Republicii Moldova

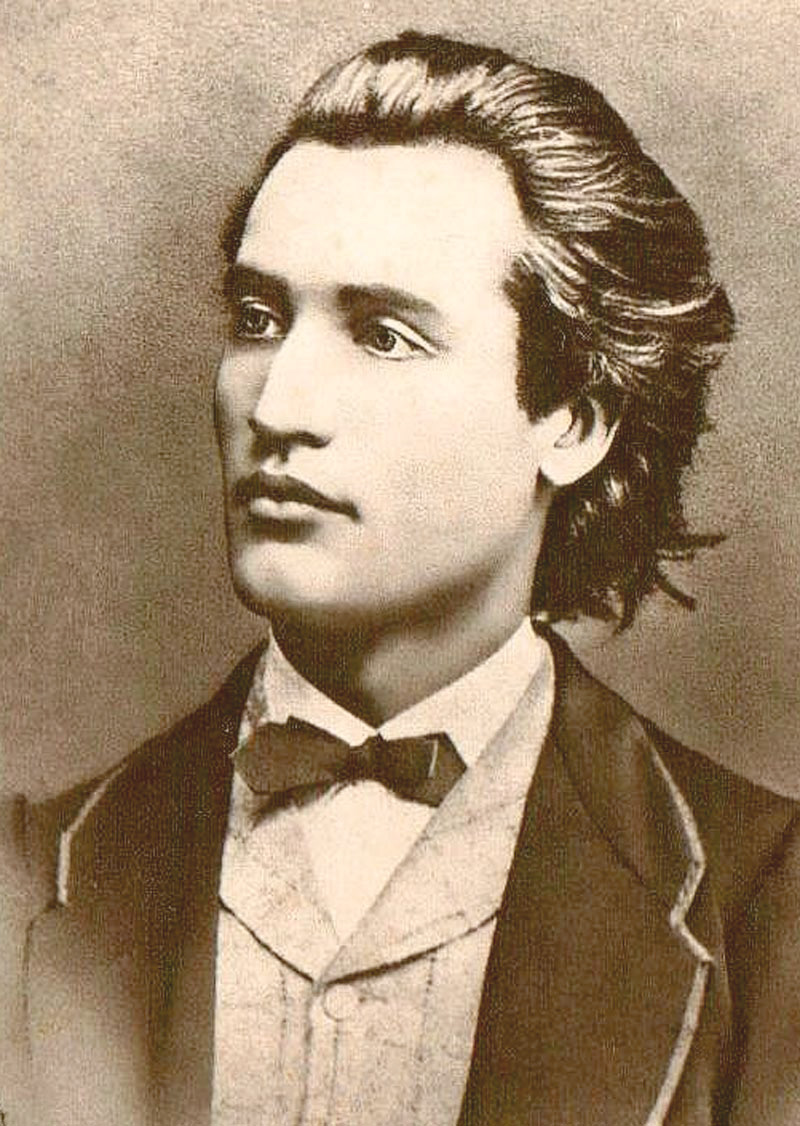
Poetul român Mihai Eminescu este poet național în România și în Republica Moldova

Cultura Republicii Moldova - se referă la cultura spațiului dintre Prut și Nistru, a Basarabiei și a Moldovei de peste Prut, a Republicii Autonome Sovietice Socialiste, a Republicii Sovietice Socialiste Moldovenești și a Republicii Moldova. Cultura Republicii Moldova este legată de cultura diferitelor naționalități, care trăiau și mai trăiesc pe teritoriul sus menționat și de limba vorbită pe teritoriul Moldovei. Cultura Republicii Moldova, prin populația majoritară, este asemănătoare cu cultura statului român, și, datorită minorităților, are tangențe și cu cultura Ucrainei, Rusiei și a altor state vecine.
În secolele următoare retragerii romane din 271 din Dacia, populația din regiune a fost influențată de contactul cu Imperiul Bizantin, de slavi, maghiari și de alte populații vecine mai mici, iar mai târziu de către turcii otomani. Începând cu secolul al XIX-lea, o influență  puternică a culturii vest-europene (în special cea franceză) a ajuns să fie evidentă în literatura română și în artă. Amestecul rezultat a dus la o bogată tradiție culturală în spațiul românesc. Deși contactele externe au fost o consecință inevitabilă a geografiei din regiune, influența lor a servit numai la consolidarea unei culturi populare vitală și rezistentă.  

## Legături externe
- Cultura în Moldova Arhivat în 18 mai 2015, la Wayback Machine., Buletin de informare și documentare - 2011, bnrm.md